# 청강역
청강역(淸江驛)은 조선민주주의인민공화국 평안북도 동림군에 위치한 평의선의 철도역이다. 